# Indianerfische
Die Indianerfische (Pataecinae) sind eine Unterfamilie der Drachenkopfverwandten (Scorpaenoidei), die endemisch an der Küste Süd-, West- und Ostaustraliens vorkommt.

## Merkmale
Die Indianerfische werden 6 bis 27 Zentimeter lang. Sie sind schuppenlos. Stattdessen ist ihre Haut mit Tuberkeln bzw. Papillen bedeckt. Auffälligstes Kennzeichen der Gruppe ist die große, durchgehende Rückenflosse, die direkt auf dem Kopf beginnt, dort von sehr hohen und kräftigen Stacheln gestützt wird und bis zur Schwanzwurzel immer mehr abfällt. Durch die Ähnlichkeit mit dem Irokesenschnitt erhielten sie ihren deutschen Trivialnamen. Die Rückenflosse kann mit der Schwanzflosse verschmolzen sein. Sie wird insgesamt von 19 bis 25 Hart- und 7 bis 17 Weichstrahlen gestützt. Die Afterflosse hat 5 bis 11 Hart- und 3 bis 7 Weichstrahlen, die Brustflosse acht Flossenstrahlen. Bauchflossen fehlen. Alle Flossenstrahlen sind ungeteilt. Das Kopfprofil der Fische ist sehr steil. Die Anzahl der Wirbel beträgt 34 bis 44. Indianerfische sind bräunlich, orange, rot oder weißlich gefärbt. Das Seitenlinienorgan biegt sich über dem Kiemendeckelstachel nach oben.

## Systematik
Es gibt drei monotypische Gattungen mit drei Arten:
- Gattung Aetapcus
  - Aetapcus maculatus
- Gattung Neopataecus
  - Neopataecus waterhousii
- Gattung Pataecus
  - Pataecus fronto

Die Indianerfische galten ursprünglich als eigenständige Familie (z. B. bei Fishbase oder bei Nelson (2016)). Sie sind jedoch nah mit den Steinfischen (Synanceiinae) verwandt. Ein Merkmal, das sie mit den Steinfischen teilen, ist ein säbelförmiger, der Verteidigung dienender Auswuchs der Lacrimale, der Tränensäbel. Smith, Everman und Richardson schlugen deshalb 2018 vor, die Indianerfische als Unterfamilie den Synanceiidae zuzuordnen, einer Familie der Drachenkopfverwandten, die ursprünglich nur die Steinfische umfasste. Dies wurde im Januar 2022 in Eschmeyer’s Catalog of Fishes, einer Onlinedatenbank zur Fischsystematik, so übernommen.